# Enicospilus clathratus
Enicospilus clathratus là một loài tò vò trong họ Ichneumonidae.